# Roderick Spode
Roderick Spode è un personaggio immaginario che appare in quattro romanzi di P. G. Wodehouse della serie "Jeeves" scritti fra il 1938 e il 1971. 
Nel primo romanzo Spoke è descritto come il capo di un'organizzazione fascista, aspirante dittatore, con l'hobby inconfessato di disegnare biancheria intima femminile. Nei romanzi successivi Spode, divenuto 7° Lord Sidcup, non milita più apertamente in organizzazioni o movimenti politici apertamente fascisti, ma continua a manifestare propositi aggressivi e violenti.

## Biografia e carattere del personaggio
Roderick Spode ha studiato a Oxford e, come molti studenti oxoniani, una volta rubò l'elmetto di un poliziotto. Nella sua prima apparizione, tuttavia, Spode è amico di Sir Watkyn Bassett, un magistrato inflessibile nel condannare gli studenti che rubano gli elmetti dei poliziotti. All'epoca della prima apparizione di Spode, comunque, sir Watkyn Bassett è ormai pensionato e, insieme alla figlia Madeline Bassett e alla nipote Stiffy Byng, si è ritirato a Totleigh Towers, la lussuosa casa di campagna di cui è proprietario. L'amicizia fra Spode e Sir Watkin è stata favorita dalla signora Wintergreen, zia di Roderick Spode e fidanzata di Sir Watkyn.

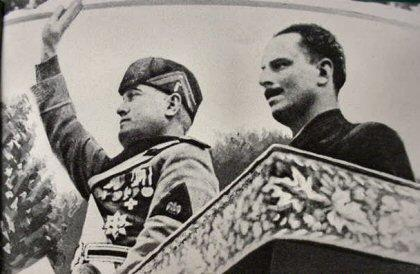
Benito Mussolini e Oswald Mosley (Roma, 1936)

Bandiera dell'Associazione dei Calzoncini Neri nella serie televisiva "Jeeves and Wooster"

Spode viene descritto da Bertie Wooster, l'io narrante dei romanzi di Wodehouse, come un individuo di grandi dimensioni («un individuo con un aspetto da mozzare il fiato. Era alto circa un paio di metri e indossava un cappottone a grandi quadri che lo faceva sembrare altrettanto largo. Una volta che lo sguardo si posava su di lui era poi impossibile distoglierlo. Pareva quasi che la natura avesse avuto intenzione di fabbricare un gorilla ma che avesse cambiato idea all'ultimissimo momento»). Spode fa venire in mente a Bertie un dittatore già al primo incontro, prima ancora aver conosciuto le opinioni politiche di Spode («Non era però solo la vastità di quel tipo che faceva impressione. Subito dopo si veniva colpiti dalla sua faccia, che era quadrata, volitiva e ornata nel centro da un paio di baffi sottili. Lo sguardo era acuto e penetrante. Non so se avete mai visto sui giornali le fotografie di uno di quei dittatori dal mento quadrato e gli occhi fiammeggianti che affascinano il popolino con i loro discorsi esaltati»). Ed effettivamente Spode è un aspirante dittatore: «è il fondatore e il capo dei Salvatori della Gran Bretagna, un'organizzazione fascista, meglio conosciuta come l'Associazione dei Calzoncini Neri. La sua idea, sempre che non gli spacchino la testa con una bottiglia in una delle frequenti risse in cui lui e i suoi seguaci rimangono volentieri coinvolti, è di diventare un Dittatore».
Nel periodo in cui è alla testa dei Salvatori della Gran Bretagna, Spode si interessa di biancheria intima femminile: è proprietario di "Eulalie Soeurs", un esclusivo negozio di lingerie a Bond Street molto apprezzato anche da zia Dahlia e ne disegna i nuovi modelli. Spode si vergogna tuttavia della sua attività di stilista ed è terrorizzato che i Calzoncini Neri ne vengano a conoscenza. Jeeves scopre l'identità della misteriosa "Eulalie" dalla lettura della relazione del valletto di Spode sul suo padrone ai membri del Club "Giovane Ganimede", e il solo accenno a "Eulalie" servirà a Bertie per bloccare l'aggressività di Spode. In seguito alla morte di un congiunto, Spode diventa «settimo conte di Sidcup». Divenuto in tal modo un pari, lascia la guida dei Salvatori della Gran Bretagna, vende l'attività di "Eulalie Soeurs" ed entra nella Camera dei lord. 
Lord Sidcup è ritenuto da Sir Watkyn Bassett un'autorità per quanto riguarda gli argenti antichi e i gioielli. Nella cerchia di Bertie Wooster, il comportamento di Spode-Sidcup è giudicato però quello di un parvenu, incompatibile col comportamento di un gentleman. Gussie Fink-Nottle, ad esempio, giudica rivoltante il modo con cui Spode mangia gli asparagi («Altera ogni concetto della dignità dell'uomo in quanto ultima espressione della Natura»).
Spode è innamorato di Madeline Basset «da quando lei era alta così». Madeline è una giovane molto graziosa, ex fidanzata di Bertie Wooster (che non ne apprezzava però l'atteggiamento lezioso e bamboleggiante) e fidanzata successivamente con Gussie Fink-Nottle (il quale è sempre più insofferente al vegetarianismo della ragazza). Dopo averla amata per molti anni in silenzio, Spode riuscirà a fidanzarsi con Madeline dopo essere divenuto «settimo conte di Sidcup». Anche dopo il fidanzamento, però, Spode non nasconde l'avversione per Bertie Wooster e Gussie Fink-Nottle. 
La passione politica in Lord Sidcup è irrefrenabile. In Molto obbligato, Jeeves Lord Sidcup partecipa attivamente alla campagna elettorale per il seggio di Market Snodsbury alla Camera dei comuni e tiene numerosi discorsi a sostegno di Ginger Winship, candidato conservatore per Market Snodsbury. Visto il successo dei suoi discorsi, Lord Sidcup pensa di candidarsi lui stesso alle elezioni per la Camera dei Comuni, il che richiederebbe tuttavia di rinunciare al suo titolo. Madeline Basset, che aspira al titolo di Lady Sidcup, minaccia di rompere il fidanzamento in caso di ritorno alla politica attiva da parte del fidanzato; Spode quindi cambia nuovamente idea sulla candidatura al Parlamento e decide di conservare il titolo di pari (anche perché, durante un comizio, viene colpito da una patata lanciatagli da avversari politici).
Il personaggio di Roderick Spode/Lord Sidcup è stato ispirato a Wodehouse dal politico fascista britannico Oswald Mosley.

## Apparizioni
Roderick Spode è presente in quattro romanzi:
- Il codice dei Wooster (The Code of the Woosters, 1938)
- Tanto di cappello a Jeeves o Jeeves e la cavalleria (Jeeves and the Feudal Spirit, 1954)
- Teniamo duro, Jeeves (Stiff Upper Lip, Jeeves, 1963)
- Molto obbligato, Jeeves (Much Obliged, Jeeves, 1971)

È inoltre menzionato nei capitoli 7 e 15 del romanzo Le zie non sono gentiluomini (Aunts aren't gentlemen, 1974)